# Vilhelms Lapelis
Vilhelms Toms Marija Lapelis OP (ur. 30 grudnia 1961 w Dyneburgu) – łotewski duchowny rzymskokatolicki, dominikanin, koadiutor diecezji lipawskiej w latach 2000–2001, biskup diecezjalny Lipawy w latach 2001-2012, sekretarz generalny Konferencji Biskupów Łotwy latach 2011–2012, od 2012 biskup senior diecezji lipawskiej.

## Życiorys
Święcenia kapłańskie otrzymał 1 czerwca 1986 z rąk kard. Julijansa Vaivodsa. Był m.in. wikariuszem Wikariatu Generalnego dominikanów w krajach nadbałtyckich i na Białorusi (1993-1997), a także wikariuszem generalnym diecezji lipawskiej (1997-2000).

### Episkopat
25 stycznia 2000 papież Jan Paweł II mianował go biskupem koadiutorem Lipawy. Sakry biskupiej udzielił mu nuncjusz apostolski na Łotwie – abp Erwin Josef Ender. Pełnię rządów w diecezji objął 12 maja 2001 po przejściu na emeryturę jego poprzednika.
W latach 2011–2012 był sekretarzem generalnym Konferencji Biskupów Łotwy.
20 czerwca 2012 zrezygnował z zarządzania diecezją, motywując to chęcią powrotu do życia zakonnego oraz wyczerpaniem posługą biskupią.

## Odznaczenie
Postanowieniem Prezydenta RP z dnia 7 września 2005 za wybitne zasługi w rozwijaniu polsko-łotewskiej współpracy został odznaczony Krzyżem Komandorskim Orderu Zasługi Rzeczypospolitej Polskiej